# Катовицкое воеводство (1975—1998)
Катови́цкое воево́дство (пол. województwo katowickie) — воеводство Польши, существовавшее в 1975—1998 годах.
Представляло собой одну из 49 основных единиц административного деления Польши, которые были упразднены в результате административной реформы 1998 года.
Занимало площадь 6650 км². В 1975 году насчитывало 3 487 900 жителей. Административным центром воеводства являлся город Катовице. В 1999 году территория Катовицкого воеводства отошла большей частью (87,65 % — 5828,15 км²) к Силезскому воеводству. К Малопольскому воеводству отошли гмины Олькушского и Хшанувского повятов, а также гмина Бжеще Освенцимского повята (12,35 % — 821,85 км²).
Крупнейшие города Катовицкого воеводства (за числом жителей, данные за 1995 год):
| 1. Катовице (354 200) 2. Сосновец (249 000) 3. Бытом (227 600) 4. Гливице (214 000) 5. Забже (201 600) | 1. Руда-Слёнска (166 300) 2. Рыбник (144 300) 3. Тыхы (133 900) 4. Домброва-Гурнича (130 900) 5. Хожув (125 800) |